# Utworz artykuł
Szablon:Infobox artysta
Katarzyna Kowcia – polska niezależna poetka, wokalistka, autorka tekstów i rękodzielniczka związana z Markami i Warszawą. Znana z twórczości poetyckiej od 1996 roku, działalności artystycznej na scenie, a także z prowadzenia własnej marki rękodzielniczej Oryginalne Upominki Kowci – rękodzieło na każdą kieszeń. Aktywna również społecznie – prowadziła warsztaty artystyczne z dziećmi i seniorami.

## Działalność artystyczna
Swoją twórczość poetycką rozpoczęła w 1996 roku, prezentując wiersze podczas lokalnych spotkań literackich.  Występowała jako poetka i wokalistka m.in. podczas wydarzeń kulturalnych w Markach i Warszawie, takich jak wieczorki poetyckie i koncerty w **CAF 3 w Markach** oraz w **Multipubie Pod Grubą Kaśką w Warszawie**.
W lutym 2019 brała udział w muzyczno-poetyckim spotkaniu walentynkowym w Markach.  W grudniu 2018 współtworzyła świąteczny wieczór poetycki w Markach, prezentując własne utwory.
Prowadziła także warsztaty artystyczne – m.in. w przedszkolach w Markach oraz z seniorami w ramach Uniwersytetu Trzeciego Wieku.

## Rękodzieło
Katarzyna Kowcia prowadzi markę Oryginalne Upominki Kowci – rękodzieło na każdą kieszeń, w ramach której tworzy własnoręczne ozdoby, stroiki, biżuterię, dekoracje i prace sezonowe. Jej działalność rękodzielnicza jest prezentowana zarówno podczas lokalnych kiermaszy, jak i w mediach społecznościowych.

## Działalność społeczna
Kowcia angażuje się w działalność charytatywną oraz animowanie kultury lokalnej. Współpracowała z instytucjami kultury w Markach, m.in. podczas wieczorków artystycznych i warsztatów. Jej praca łączy elementy sztuki, muzyki i rękodzieła.

## Media społecznościowe
- Facebook: Katarzyna Kowcia
- Facebook: Oryginalne Upominki Kowci
- Instagram: Katarzyna Kowcia
- TikTok: @katikowciaplde
- TikTok: @katarzynakowciapl
- YouTube: Katarzyna Kowcia @katarzynakowcia1704
- YouTube: Katarzyna Kowcia @katarzynakowcia9862